# Utaki

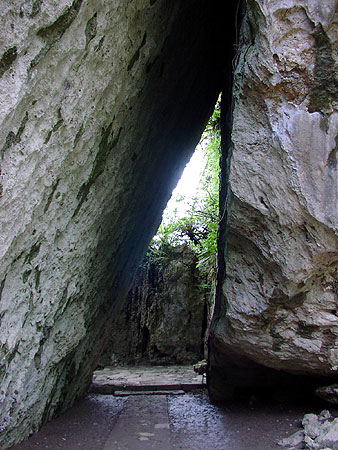
Seifa-utaki

Utaki (御嶽, ngự nhạc) là một thuật ngữ bằng tiếng Okinawa để chỉ các nơi linh thiêng. Mặc dù thuật ngữ utaki được sử dụng rộng rãi tại vùng Okinawa song các thuật ngữ suku và on lại được sử dụng tương ứng tại các khu vực Miyako và Yaeyama. Utaki thường nằm trên vùng ngoại vi của làng và là nơi tôn kính các vị thần và tổ tiên. Hầu hết gusuku cũng là những nơi thờ phụng, và có thuyết cho rằng hai thuật ngữ gusuku và utaki có quan hệ gần gũi về nguồn gốc.

## Utaki quan trọng
- Biinudaki (弁ヶ嶽), Naha
- Misaki-on (美崎御嶽), Ishigaki
- Miyatori-on (宮鳥御嶽), Nago
- Pyarumizu-utaki (漲水御嶽), Miyako
- Seifa-utaki (斎場御嶽), Nanjō
- Sunuhyan-utaki (園比屋武御嶽), Naha
- Tohaya-uganju (渡波屋拝所), Nago
- Tsunoji-utaki (ツノジ御嶽), Miyako
- Upugusuku-utaki (大城御嶽), Miyako